# Dietmar Sehn
Dietmar Sehn (* 22. August 1944 in Dresden; † 13. Mai 2024 ebenda) war ein deutscher Sachbuchautor.

## Leben
Dietmar Sehn wurde am 22. August 1944 in Dresden geboren. Er lernte den Beruf des Werkstoffprüfers und erwarb den Meisterbrief für Metallurgie im Edelstahlwerk Freital. Die Betriebszeitung „Friedensstahl“ veröffentlichte seine ersten Glossen.
Sehn studierte am Institut für Literatur in Leipzig und absolvierte eine Journalistikausbildung. Er war hauptberuflich im kulturellen Bereich tätig, so als Abteilungsleiter für Kultur und Fachberater für den Bereich Künstlerisches Wort am Bezirkskabinett für Kulturarbeit. Er schrieb Sketche, Kinderhörspiele, heimatgeschichtliche Beiträge und Kurzgeschichten. Die Beiträge wurden im Rundfunk gesendet, in fast allen DDR-Zeitungen veröffentlicht, mehrfach unter Pseudonymen.
Nach der Wende arbeitete Sehn bei der Bertelsmann Lexikothek und anderen Verlagen sowie als Gästeführer, unter anderem im Panometer Dresden bei den Ausstellungen „Dresden 1945“ und „Dresden im Barock“.
Dietmar Sehn widmete sich jahrzehntelang der Regionalgeschichte Sachsens, so erschienen 15 Bücher, darunter Sachbücher zur Heimat- und Kriminalgeschichte und vier Weihnachtsbücher.
Sehn starb 2024 im Alter von 79 Jahren.

## Veröffentlichungen
Monographien
- „Wir bekommen Besuch“; „Wir lernen Russisch“. Zwei Kinderstücke. Schulfeierbuch Teil III. Zentralhaus-Verlag, 1978.
- Räuberhauptmann Karaseck. Biografie. Urania-Verlag 1990. Feature (Sender Dresden) sowie als Bildgeschichte in der Kinderzeitschrift Fröhlich sein und singen (Nr. 11/12/86/1/87)
- „Aus Luben wurde Leuben“ – Chronik von Dresden-Leuben. Dresdner Geschichtsbuch Nr. 6. DZA – Verlag für Kultur und Wissenschaft, 2001/2008.
- Leuben – aus der Geschichte des Dresdner Stadtteils. Mitautor. Verlag Anette Dubbers/Sandstein, 2005, ISBN 978-3-937199-33-7.
- Dresdner Straßengeschichten. Wartberg-Verlag, 2006, ISBN 3-8313-1620-1.
- Aufgewachsen in der DDR – Wir vom Jahrgang 1944. Wartberg-Verlag, 2007, ISBN 978-3-8313-1744-8. 1. Auflage 2007, 7. Auflage 2019 – Weltbild -Verlag
- Aufgewachsen in Dresden. Wartberg-Verlag, 2008, ISBN 978-3-8313-1833-9.
- Dresdner Plätze und ihre Geschichte(n). Wartberg-Verlag, 2009, ISBN 978-3-8313-2092-9.
- „Bitte warten, Sie werden platziert“ – Dresdner Lokale in der DDR-Zeit. Wartberg-Verlag, 2009, ISBN 978-3-8313-1967-1.
- Dresdner Wahrzeichen rechts und links der Elbe. Wartberg-Verlag, 2010, ISBN 978-3-8313-2115-5.
- Unser Elbforenz. Wartberg-Verlag, 2011, ISBN 978-3-8313-2141-4.
- Weihnachten in Sachsen. Sutton-Verlag, 2013, ISBN 978-3-95400-202-3.
- Weihnachten in der Oberlausitz. Sutton-Verlag, 2014, ISBN 978-3-95400-380-8.
- Weihnachten im Erzgebirge. Sutton-Verlag, 2015, ISBN 978-3-95400-592-5.
- Leibzscher – wisst ihr noch. Herkules-Verlag, 2016, ISBN 978-3-945608-14-2.
- Weißt du noch? Geschichten aus dem Bautzener DDR-Alltag. Herkules-Verlag, 2017, ISBN 978-3-945608-23-4.
- Kriminelles aus Sachsen. Tauchaer Verlag, 2018 / ISBN 978-3-89772-300-9.
- Adventszauber in Sachsen. Sutton-Verlag, 2019, ISBN 978-3-96303-030-7.
- Historische Kriminalfälle aus Sachsen, 2021, Sutton – Verlag, ISBN 9783963033001

In Anthologien
- Lucie, sofort auf den Tisch – Glossen – Anthologie. Tribüne-Verlag, Berlin 1977.
- Zwei Kinderstücke / Schulfeierbuch Teil III. Zentralhaus-Verlag, 1978.
- Biografie Räuberhauptmann Karaseck. Urania-Verlag, 1990.
- Aus „Luben wurde Leuben“ DZA-Verlag, 2001/2008.
- Leuben – aus der Geschichte eines Stadtteils (Mitautor) Anette Dubers-Verlag, 2005.
- Weihnachtsgeschichten am Kamin Nr. 37 Rowohlt Taschenbuch Verlag ISBN 978-3-499-01015-6
- Weihnachtsgeschichten am Kamin Nr. 38 Rowohlt Taschenbuch Verlag ISBN 978-3-499-01298-3
- Weihnachtsgeschichten am Kamin Nr. 39 Rowohlt Taschenbuch Verlag ISBN 978-3-499-01560-1